# Juti
Juti ókori egyiptomi vezír volt, feltehetőleg az újbirodalom vége felé. Téglából épült családi sírját 1964 decemberében fedezte fel Safik Farid egyiptomi régész az ókori Bubasztiszban, az ún. „előkelők temetőjében”,
Juti sírja I. Hori és II. Hori sírja közelében van; ők Kús (Núbia) alkirályai voltak a XX. dinasztia idején. Juti sírját egyelőre nem publikálták, de temetkezési kellékeinek némelyikét, többek közt kalcitból és fajanszból készült usébtijeit, valamint egy kalcit írnokpaletta-modellt már igen. Juti jelenleg nem datálható pontosan, de Jan Moje német egyiptológus szerint a XX. dinasztia idején élhetett. Ugyanebből a sírból előkerült Juti fiának, Aynak, Básztet főpapjának egy kalcit kanópuszedénye, Duamutef ábrázolásával. A sír felfedezése előtt Juti csak pár tárgyról volt ismert, amelyek a 20. század elején tűntek fel a kairói műkincspiacon.

## Fordítás
- Ez a szócikk részben vagy egészben  az   Iuty című angol Wikipédia-szócikk ezen változatának fordításán alapul.  Az eredeti cikk szerkesztőit annak laptörténete sorolja fel. Ez a jelzés csupán a megfogalmazás eredetét és a szerzői jogokat jelzi, nem szolgál a cikkben szereplő információk forrásmegjelöléseként.